# Битва при Вадимонском озере (310 до н. э.)
Битва при Вадимонском озере — сражение, произошедшее в 310 году до н. э. между войсками Древнего Рима и его противниками на берегах Вадимонского озера (лат. Vadimonis) в Италии.

## Первая битва
Имела место во время Второй Самнитской войны, во время которой этруски, будучи союзниками самнитов, выступили против Рима, угрожая его северным владениям. В конце концов римская и этрусская армии встретились у Вадимонского озера близ Фалерий. В этой битве римские войска под командованием консула Квинта Фабия разгромили этрусков, после чего этрусский город Тарквиния заключил с Римом мирный договор на 40 лет.